# الدوري اللبناني الممتاز 2012–13
الدوري اللبناني الممتاز 2012–13 هو الموسم 53 من الدوري اللبناني الممتاز. أقيم بتاريخ 28 سبتمبر 2012، وكان عدد الأندية المشاركة فيه 12، وفاز فيه نادي الصفاء اللبناني.